# Private Banking
Unter Private Banking versteht man im Bankwesen sämtliche Finanzdienstleistungen, die Kreditinstitute ihren vermögenden Privatkunden anbieten. Außerdem heißen so meist die Bankabteilungen, in denen dieses Bankgeschäft abgewickelt wird.

## Allgemeines
Der Anglizismus Private Banking umfasst im deutschsprachigen Kreditwesen somit alle Bankgeschäfte, die der Zielgruppe der reichen High Net Worth Individuals zur Verfügung stehen. Eine einheitliche Definition gibt es nicht; eine Zusammenfassung der wichtigsten Definitionen bietet das Grundlagenwerk von Bettina Howald aus dem Jahre 2007. Wesentlicher Bestandteil des Private Banking ist jedenfalls eine Segmentierung der Kunden nach wohlhabenden, vermögenden Privatkunden. Was genau darunter zu verstehen ist, wird uneinheitlich beantwortet. Die meisten Banken legen weltweit eine betragsmäßige Untergrenze (etwa 1 Million Euro zu verwaltendes Vermögen) fest, um Kunden für das Private Banking zu identifizieren. Die Boston Consulting Group teilt dabei folgendermaßen ein:
- Non Wealthy (nicht vermögend): < 100.000 US$
- Mass Affluent Investors (Massenreichtum): 100.000 bis 1 Million US$
- Emerging Wealthy Investors (sich entwickelnde Vermögende): 1 bis 5 Millionen US$
- Established Wealthy Investors (etablierte Vermögende): > 5 Millionen US$.

Die typische Bankengruppe, die (ausschließlich) Private Banking betreibt, ist die Gruppe der Privatbanken. Der Begriff Private Banking klingt zwar nach private Bank und wird heute damit meist assoziiert, doch versuchen auch andere Institutsgruppen, Kunden für das Private Banking zu gewinnen, zumal sie ohnehin meist über die Finanzprodukte und das fachliche Know-how verfügen. Private-Banking-Dienstleistungen werden heute von einer Vielzahl von Banken, unabhängig von Rechtsform und Eigentümerschaft, angeboten und erbracht. Seit Jahren sind neben traditionellen Privatbankiers (siehe auch dortige Begriffsabgrenzung) und Großbanken auch Sparkassen und Genossenschaftsbanken in diesem Bereich aktiv.

## Inhalt und Dienstleistungen
Die Beratung im Private Banking ist intensiver, individueller und/oder persönlicher als im Massenkundengeschäft. Die Vorstellung vom institutionalisierten Multi Family Office ist ein wichtiger Bestandteil der Private Banking-Philosophie. Ziel der Banken ist hierbei die Etablierung einer langfristigen und vertrauensvollen Kundenbeziehung zum wohlhabenden Kunden als Hausbank, die während der Anlageberatung eine umfassende Vermögensanalyse ihrer Kunden vornimmt und sie nach § 63 Abs. 10 WpHG in Risikoklassen einteilt. Aufgrund der Risikofreude und des sich hieraus ergebenden Risikoprofils werden die diesem Profil entsprechenden Kapitalanlagen ausgewählt.
Dabei erfolgt das Private Banking in vier Phasen:
- Akquisitions- und Beratungsphase: Identifikation, Gewinnung und Beratung der Kunden,
- Anlagephase: Einsatz der Bankprodukte,
- Abwicklungsphase: Durchführung der Finanztransaktionen und
- Kontrollphase: Beobachtung der Wertentwicklung der Finanzprodukte.

Das Private Banking umfasst zunächst die Nutzung von standardisierten Bankprodukten wie Zahlungsverkehr oder Wertpapierdepotgeschäft, die auch anderen Bankkunden angeboten werden. Kerngeschäfte sind insbesondere folgende Dienstleistungen:
- Vermögensberatung: Der Kunde erhält von seinem Berater Anlagevorschläge, aus denen er (alleine, zusammen mit dem Berater oder zusammen mit Dritten, z. B. Steuerberater) auswählen kann.
- Vermögensverwaltung: Der Kunde gibt der Bank den Auftrag, sein Vermögen nach festgelegten Grundsätzen, z. B. Risikoeinstufung, zu verwalten; er nimmt nicht direkt Einfluss auf einzelne Anlageentscheidungen, sondern überlässt diese und die Kontrolle der Wertentwicklung seiner Bank.

Die Dienstleistungen, die im Rahmen des Private Banking angeboten werden, sind umfangreicher geworden. Waren es vor Jahren lediglich Anlagevorschläge und ein detaillierter Depotauszug, so wird heute oftmals mit Definitionen des Anlageziels, Ertragserwartungen, Erfolgskontrolle und umfangreichen Anlagevorschlägen gearbeitet. Dabei wird auf die Vorgaben der Kunden wie beispielsweise zum Rating bei Anleihen oder Aktien, Bandbreite für das Kurs-Gewinn-Verhältnis bei Aktien, Ausschluss von bestimmten Branchen (Waffenhandel, Gentechnik) wie auch deren Risikoneigung individuell eingegangen. Zudem achtet das Private Banking auf Steueroptimierung, um bei Kapitalanlagen möglichst wenig Steuern auszulösen.

## High Net Worth Individuals
Gemäß einer Studie von Capgemini und der Royal Bank of Canada gab es im Jahr 2012 weltweit 12 Millionen so genannte High Net Worth Individuals (HNWI), also Personen mit mehr als einer Million US-Dollar an liquidem Vermögen (Investable Assets). Zusammen verfügten sie über investierbare Mittel von 46,2 Billionen US-Dollar. Die meisten HNWIs, nämlich 3,7 Millionen, lebten der Studie zufolge im Raum Asien-Pazifik und in Nordamerika (ebenfalls 3,7 Millionen HNWI). In Europa lebten 3,4 Millionen.

## Bedeutung
Private Banking gewinnt an Bedeutung, zumal die Summe des ererbten Vermögens insbesondere in den entwickelten Ländern jährlich wächst. Das besondere Vertrauen des Kunden und die hohe Beratungsintensität schaffen auf Bankenseite so genannte persönliche Präferenzen, die die Preiselastizität auf der Kundenseite verringern und die Kundenbindung erhöhen können. Der Wechsel der Hausbank kommt deshalb für Kunden in den meisten Fällen nicht in Betracht. Die Langfristigkeit der Geschäftsbeziehung ermöglicht unter Umständen eine Ausdehnung des Private Banking bis hin zu Erbschafts- und Nachfolgefragen in Unternehmen.
Unterschiede in der Besteuerung in verschiedenen Ländern, der Kundenwunsch nach Steueroptimierung und das Bankgeheimnis haben zu einer Internationalisierung des Private Banking geführt. Die Schweiz, Österreich, Luxemburg sowie Offshore-Finanzplätze wie die Bahamas, Bermuda, Cayman Islands oder Jersey haben mit ihren liberalen Rahmenbedingungen den Zugang für High Net Worth Individuals erleichtert.